# Armula Peak
Der Armula Peak (englisch; bulgarisch връх Армула wrach Armula) ist ein 900 m hoher und vereister Berg an der Loubet-Küste des Grahamlands im Norden der Antarktischen Halbinsel. Er ragt 8,75 km südsüdöstlich des Erovete Peak, 11 km nördlich der Smilyan Bastion und 14,8 km ostnordöstlich des Quervain Peak in den westlichen Ausläufern des Hemimont Plateau auf. Seine steilen Südhänge sind teilweise unvereist. Der Klebelsberg-Gletscher liegt südlich und der Finsterwalder-Gletscher nördlich und nordwestlich von ihm.
Britische Wissenschaftler kartierten ihn 1978. Die bulgarische Kommission für Antarktische Geographische Namen benannte ihn 2016 nach der antiken thrakischen Ortschaft Armula im Westen Bulgariens.